# ウラディーミル・イヴァノフスキー
ウラディーミル・ヴィクトロヴィチ・イヴァノフスキー（ロシア語: Владимир Викторович Ивановский、ラテン文字表記の例:Vladimir Viktorovich Ivanovskii、1912年6月21日（ユリウス暦6月8日） - 2004年3月26日）は、ソビエト連邦、ロシアのテノール歌手（ドラマティック・テノール）。ボリショイ劇場のソリスト。

## 概要
クルスクに生まれる。中学校卒業後、電気工事士養成訓練を受け、クルスクの鉄道現業員クラブで映写技師として働く。まもなく故郷での職を辞しモスクワに移り、照明技師長や映写技師として働く傍ら、歌を歌っていたが、アマチュア音楽家として参加した全ソ音楽コンクールに入賞し、才能を認められてグラズノフ記念音楽学校でベリャフスキー教授の指導を受けることとなった。音楽学校卒業後の1940年よりキーロフ劇場の一員となるが、第二次世界大戦の勃発により、駆け出しの歌手であったイヴァノフスキーは、バルチック艦隊沿岸守備隊のために歌う歌と踊りのアンサンブルのソリストとして出向し、1941年9月から1944年1月までのおよそ900日間続いたレニングラード包囲戦の間、ほぼ千回近くのコンサートに参加した。戦後はキーロフ劇場に戻り、ナチス・ドイツと戦った一家の物語を描いたカバレフスキーのオペラ『タラスの一家』の上演でスターリン賞第2席を受賞している。
1952年、ボリショイ劇場に招かれ、1972年までの20年間にわたりソリストとして活躍した。ボリショイ劇場における活動の中で、特にチャイコフスキーのオペラ『スペードの女王』のゲルマンは当たり役であり、20シーズンのうち19シーズン、およそ200回を演じたと言う。歌手活動を終えた後は、ボリショイ劇場の管理部門の一員として同劇場に残り、支配人(1969年 - 1974年)、演奏組織総監督(1975年 - 2002年)を務めた。2002年6月25日、自身の90歳を記念してボリショイ劇場で『スペードの女王』を演じている。2004年にモスクワで没した。

## 主な受賞
- 1951年：スターリン賞 第2席 - カバレフスキーのオペラ『タラスの一家』における演技に対して
- 1955年：ロシア・ソビエト連邦社会主義共和国功労芸術家
- 1959年：ロシア・ソビエト連邦社会主義共和国人民芸術家

## 主な録音
以下はメロディア録音(注記のあるものを除く)。
オペラ
- カバレフスキー：タラスの一家 (パヴカ ハイキン指揮)
- ジガーノフ：ジャリール (タイトル・ロール ハイキン指揮)
- リムスキー＝コルサコフ：サルタン皇帝の物語 (グヴィドン王子 ネボルシン指揮)
- リムスキー＝コルサコフ：見えざる街キーテジと聖女フェヴローニヤの物語 (フセヴォロド王子 ネボルシン指揮)
- ムソルグスキー：ボリス・ゴドゥノフ (グリゴリー・オトレピエフ（偽ドミトリー） メリク＝パシャーエフ指揮)[1]
- アリア集

その他
- ベートーヴェン：交響曲第9番『合唱付き』 (ガウク指揮)
- ヴェルディ：レクイエム (メリク＝パシャーエフ、マルケヴィチ指揮[2]の2種)
- シャポーリン：オラトリオ『ロシア祖国防衛の物語』 (スヴェトラーノフ指揮)
- ショスタコーヴィチ：オラトリオ「森の歌」 (ユルロフ指揮)